# Carlo Nasi
Il barone Carlo Ferdinando Nasi (Torino, 19 settembre 1877 – Torino, 29 gennaio 1935) è stato un nobile, velista e calciatore italiano, di ruolo difensore.

## Biografia
Di estrazione nobiliare, aveva il titolo di barone, Carlo Nasi è stato il capostipite della parentela tra la famiglia Nasi e gli Agnelli avendo sposato Caterina Aniceta Agnelli (1889-1928), figlia di Giovanni Agnelli, il fondatore della FIAT.

## Carriera sportiva

### Calcio
Uomo sportivo, Nasi fece parte dell'Internazionale Torino sin dal 1891.
Dal 1897 è in forze al Torinese, con cui partecipa anche al primo campionato di calcio italiano, disputato nel 1898, non superando la semifinale contro l'Internazionale Torino.
Due anni dopo giunse a disputare con gli oronero la finale del campionato persa contro il Genoa. Nella sua ultima stagione raggiunse invece la semifinale del torneo, perdendo contro i futuri campioni del Genoa.

### Vela
Nel 1924 partecipò ai Giochi della VIII Olimpiade, tenutisi a Parigi, ove con la barca Mebi gareggiò nella categoria 6 metri. Con Cencio Massola e Roberto Moscatelli ottenne il settimo posto finale.
Fu anche presidente della Federazione Italiana Vela.